# Blow (Ke$ha)
Blow is de 2e single van het album Cannibal van de zangeres Ke$ha. Opnieuw hoort het liedje onder het genre pop.
De videoclip verscheen online op Ke$ha's officiële VEVO-account op YouTube op 25 februari 2011. In de videoclip zien we haar dansen samen met eenhoorns. Op het einde ontstaat er een schietpartij tussen haar en nog een man waarbij de man om het leven wordt gebracht.
Ook bestaat er een officiële remix van het nummer samen met de Amerikaanse rapper B.O.B. Het nummer bleef in Nederland en België in de tiplijst hangen. Ze bracht het nummer voor op de Billboard music awards samen met het nummer Animal.
Ke$ha was ook te zien in een aflevering van de serie Victorious en daarin zong ze het nummer Blow.